# CFHQS J2329-0301
CFHQS J2329-0301是在2007年发现的类星体，由加拿大-法国-夏威夷高红移类星体计划（Canada-France-Hawaii High-z Quasar Survey， CHFQS）利用位于夏威夷的加法夏望远镜发现。它的红移值为6.43，距离地球127亿光年，从而打破SDSS J114816.64+525150.3的纪录，成为当时已知距离地球最远的类星体。这个纪录直到2011年5月才被ULAS J1120+0641打破。
CFHQS J2329-0301的能量主要是通过其中一个质量为太阳5亿倍的超大質量黑洞输出。